# Johann Georg Vollmöller
Johann Georg Vollmöller (* 9. September 1742 in Landenhausen bei Lauterbach; † 18. Mai 1804 in Offenbach am Main) war ein deutscher Theologe, Prinzenerzieher und Hofmeister, Hofprediger in Offenbach und Schriftsteller.

## Leben
Er besuchte die Hohe Schule in Lauterbach. Von 1761 bis 1766 studierte er Theologie an der Universität Halle. In den Jahren 1767 bis 1770 diente er als Hofmeister und Erzieher des späteren Fürsten Wolfgang Ernst II. zu Isenburg und Büdingen.
Ab 1772 war Johann Georg Vollmöller Pfarrer, später Hofprediger in Offenbach. 1775 machte er die Bekanntschaft mit Johann Wolfgang von Goethe, der in Offenbach seine Verlobte Lili Schönemann besuchte.
Vollmöller tritt ab 1775 als Autor überwiegend theologischer Schriften hervor.